# Diócesis de Hengzhou
La diócesis de Hengzhou, de Hengyang o de Hengchow (en latín: Dioecesis Hemceuvensis y en chino: 天主教衡州教区) es una circunscripción eclesiástica de la Iglesia católica en China. Se trata de una diócesis latina, sufragánea de la arquidiócesis de Changsha. Desde el 25 de abril de 2012 su administrador apostólico es el arzobispo Methodius Qu Ailin, obispo de la diócesis oficial de Hunán, aunque para el Anuario Pontificio está vacante desde el 1 de febrero de 1951. La Asociación Patriótica Católica China, luego de un reordenamiento de sus límites, en 1999 la fusionó en su nueva diócesis de Hunán, junto con la arquidiócesis de Changsha, las diócesis de Changde y Yuanling y las prefecturas apostólicas de Yueyang, Yongzhou, Xiangtan, Lizhou y Baoqing, sin el asentimiento de la Santa Sede. 

## Territorio y organización
La diócesis tiene 30 000 km² y extiende su jurisdicción sobre los fieles católicos de rito latino residentes en parte de la provincia de Hunán. 
La sede de la diócesis se encuentra en la ciudad de Hengyang (antes llamada Hengzhou). Sin embargo, desde la erección de la diócesis oficial de Hunán la sede de esta circunscripción patriótica se encuentra en la ciudad de Changsha, en donde se halla la Catedral de la Inmaculada Concepción.
En 1950 en la diócesis existían 23 parroquias.

## Historia
El vicariato apostólico de Hengzhou fue erigido el 23 de julio de 1930 con el breve Ex hac del papa Pío XI, obteniendo el territorio del vicariato apostólico de Changsha (hoy arquidiócesis).
El 11 de abril de 1946 el vicariato apostólico fue elevado a diócesis con la bula Quotidie Nos del papa Pío XII.
En octubre de 1949 la ciudad de Hengzhou fue ocupada por el Partido Comunista de China, que se impuso en la guerra civil y proclamó la República Popular China el 1 de octubre de 1949. El 4 de septiembre de 1951 China comunista expulsó al nuncio apostólico Antonio Riberi y la Santa Sede continuó reconociendo a la República de China en Taiwán como el legítimo gobierno chino. Todos los misioneros extranjeros fueron expulsados de China comunista en 1952. El obispo Joseph Wan Tsu-Chang fue arrestado y reemplazado por el obispo oficial Tarcisius Guo Ze-qian, que fue consagrado en 1958 y se suicidó en 1977.
La Asociación Patriótica Católica China fue creada con el apoyo de la Oficina de Asuntos Religiosos de la República Popular de China en 1957, con el objetivo de controlar las actividades de los católicos en China. Su nombre público es Iglesia católica china y es referida como la "Iglesia oficial" en contraposición a la "Iglesia subterránea" o "Iglesia clandestina" leal a la Santa Sede.
En el período de 1966 a 1976 la Revolución Cultural se ensañó especialmente contra la religión, destruyéndose numerosas iglesias y cesaron todas las actividades religiosas en la diócesis, que pudo reanudar sus operaciones a principios de la década de 1980.
La Asociación Patriótica Católica China redujo la arquidiócesis de Changsha a diócesis de Changsha en fecha no precisada, luego, en 1991, efectuó un reordenamiento de sus límites cuando las diócesis de Changsha, Changde, Hengzhou, Yuanling y las prefecturas apostólicas de Yueyang, Yongzhou, Xiangtan, Lizhou y Baoqing fueron reordenadas en 6 diócesis: Changsha, Hengyang, Changde, Yueyang, Lixian y Yuanling. En 1999 las 6 diócesis patrióticas fueron fusionadas en una circunscripción única, la diócesis de Hunán, con sede en Changsha, sin el asentimiento de la Santa Sede.
El 22 de septiembre de 2018 se firmó en Pekín el Acuerdo provisional entre la Santa Sede y la República Popular de China sobre el nombramiento de los obispos. El 22 de octubre de 2020 el acuerdo fue prorrogado por otros dos años y en octubre de 2022 por otros dos años más.
Debido a la situación particular de la Iglesia católica en China, la Santa Sede no nombra obispos para las diócesis chinas, que son sedes oficialmente vacantes incluso en presencia de obispos reconocidos por Roma.

## Estadísticas
Según el Anuario Pontificio 2002 la diócesis tenía a fines de 1950 un total de 12 085 fieles bautizados.
| Año                                                                             | Población            | Población | Población      | Sacerdotes | Sacerdotes    | Sacerdotes    | Bautizados por sacerdote | Diáconos permanentes | Religiosos | Religiosos | Parroquias |
| Año                                                                             | Bautizados católicos | Total     | % de católicos | Total      | Clero secular | Clero regular | Bautizados por sacerdote | Diáconos permanentes | Varones    | Mujeres    | Parroquias |
| ------------------------------------------------------------------------------- | -------------------- | --------- | -------------- | ---------- | ------------- | ------------- | ------------------------ | -------------------- | ---------- | ---------- | ---------- |
| 1950                                                                            | 12 085               | 3 000     | 0.4            | 23         | 12            | 11            | 525                      |                      | 3          | 23         |            |
| Fuente: Catholic-Hierarchy, que a su vez toma los datos del Anuario Pontificio. |                      |           |                |            |               |               |                          |                      |            |            |            |

## Episcopologio
- Raffaele Angelo Palazzi, O.F.M. † (23 de julio de 1930-1 de febrero de 1951 renunció[nota 1])
- Joseph Wan Tsu-Chang, O.F.M. † (14 de febrero de 1952-marzo de 1961 falleció)
  - Sede vacante
  - Tarcisius Guo Ze-qian † (26 de octubre de 1958 consagrado-1977 falleció)
  - Methodius Qu Ailin, consagrado el 25 de abril de 2012 (administrador, obispo de la diócesis oficial de Hunán)